# オニタマオヤモリ
オニタマオヤモリ（鬼玉尾守宮、Nephrurus amyae）はタマオヤモリ属の一種。

## 分布
オーストラリア中部固有種

## 形態
最大全長16cm、体重65gとタマオヤモリ属内ならず、オーストラリアのヤモリ最大、最重量種。体色は赤褐色で、皮膚には棘状の突起が密集する。尾は非常に短く、先端が球状になる。

## 生態
砂漠や荒地等に生息する。夜行性で、昼間は岩の割れ目等で休む。外敵に襲われると口を大きくあけ尾を持ち上げ、体を振るわせながら音を出して威嚇する。
食性は動物食で、昆虫類、節足動物、小型爬虫類等を食べる。
繁殖形態は卵生で、1回に2個の卵を数回に分けて産む。オスはメスの頭部に噛みついたり総排出腔を舐めて、交尾を迫る。

## 人間との関係
ペットとして飼育されることもあり、日本にも輸入されている。本種の生息地であるオーストラリアは国内に生息する野生動物の輸出を禁止しているため、過去に研究用や動物園での展示用に輸出された個体からの繁殖個体のみが流通する。そのため流通量は少なく極めて高価ではあるものの、日本国内も含めた飼育下繁殖例は増加傾向にあるようで流通量も以前に比べると増加している。属内では流通量は多い。基本的に巣穴は掘らないため床材は薄くてよいが、産卵時には穴を掘る。昼夜の温度差をつけるため、昼間には小型のスポットライト等で局所的な熱源を作る。昼間は岩の割れ目等で生活するため過度の乾燥に弱い。そのため普通のシェルターとは別に市販されているウェットシェルター（素焼きで上部に水を張ることができ、水が浸透する。）が用いられることもある。